# Коблин
Ко́блин — село в Україні, у Млинівській селищній громаді Дубенського району Рівненської області. Населення становить 73 особи.
Укріплення Коблина обстежували археологи Ігор Свєшніков, Віталій Конопля, Богдан Прищепа, Павло Раппопорт.

## Географія
Селом протікає річка Іква.

## Історія
Перші поселення припадають на пізній палеоліт. Розташовувались вони на узліссі, біля річки Ікви і складалися з 5 — 8 жител округлої форми споруджених з кісток і бивнів мамонтів. В кожному поселенні проживало від 25 до 50 осіб.
До III тисячоліття до н. е. населення почало займатися землеробством і скотарством. Першим злаком, який почали вирощувати місцеві мешканці, був ячмінь.
Бронзова доба тривала до поч. І тисячоліття до н. е. Тут мешкали племена шнурової кераміки. Крім землеробства і скотарства вони займалися виготовленням високоякісних знарядь — сокир, кинджалів, списів. Бронзові речі цього періоду були знайдені на околицях села Коблин.
У 6 — 7 столітті н. е. на території села проживали племена, які були спадкоємцями зарубницької та черняхівської культур. Основою господарських занять населення було плужне землеробство і тваринництво. Розвивалися ремесла, металургія, ковальська і ювелірна справа, обробка каменю, ткацтво, обробка деревини і кості, теслярство, гончарство.
Львівські вчені І. Свєшніков і В. М. Конопля, які проводили археологічні дослідження на території села Коблин, виявили стоянки первісних людей, які свідчать про те, що ця територія була заселена задовго до першої письмової згадки про поселення.
Першою документальною згадкою про Коблин є акт від 18 червня 1428 року — грамота Великого князя Литовського Вітовта, котрий на весілля князя Василя Острозького з княжною Ганкою дарує нареченій в довічне користування Новоставці, Бозківці, Коблин, Озліївку, Ступно.
У 1480 році король і великий князь Казимир IV Ягеллончик своєю постановою заборонив Коблину (серед інших міст та містечок) знімати мито з луцьких купців.
У 1545 році власником Коблина стає Ян з роду Монтовтів, який оголошує, що задля захисту свого маєтку від нападників він хоче збудувати тут замок.
У 1558 році Ян Монтовт отримав локаційний привілей на осадження в Коблині містечка, за яким дозволялось: щочетверга проводити торги, та організовувати по два ярмарки.
У XIV столітті Коблин ділився на дві частини «Старе місто» і «Нове». Коблинський замок було збудовано на невисокій площі над берегом заболоченої Ікви. Він мав форму многокутника, обведеного високим земляним валом. По гребеню цього валу стіною йшов «острог» або частокіл з дубових колод. Навкруги замок був обведений глибоким ровом, у який напускали воду з річки. Один тільки в'їзд був у замок з боку містечка; тут стояла «брама» і перед нею звідний міст через ріку.
Попередня  дерев'яна церква з такою ж посвятою постала у 1795 році коштом графа Красицького.
Дерев'яна церква, яка збереглася збудована коштом парафіян за типовим єпархіяльним проектом у 1887 році.
У 1906 році село Млинівської волості Дубенського повіту Волинської губернії. Відстань від повітового міста 10 верст, від волості 10. Дворів 51, мешканців 264.
7 (20) листопада 1917 року, відповідно до Третього Універсалу Української Центральної Ради, увійшло до складу Української Народної Республіки.
12 червня 2020 року, відповідно до розпорядження Кабінету Міністрів України № 722-р від «Про визначення адміністративних центрів та затвердження територій територіальних громад Рівненської області», увійшло до складу Млинівської селищної громади.
19 липня 2020 року, в результаті адміністративно-територіальної реформи та ліквідації Млинівського району, село увійшло до складу Дубенського району.

## Люди
В селі народилася Шнайдер-Сенюк Марія Несторівна — українська художниця килимів і тканин.